# Teste de cores de Ishihara

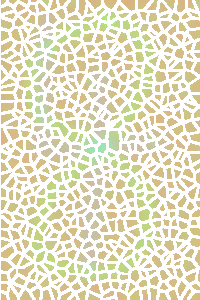
Figura do teste de Ishihara, método utilizado para diagnosticar o daltonismo. O número 8 somente é vísivel para as pessoas de visão normal

Mais uma figura do teste. Nesse caso as pessoas com visão normal devem ver perfeitamente o número 2 no centro da figura

O teste de cores de Ishihara é um teste para detecção do daltonismo.
Recebeu esse nome devido ao Dr. Shinobu Ishihara (1879-1963), um professor da Universidade de Tóquio, que foi o criador desses testes em 1917.
O exame consiste na exibição de uma série de cartões coloridos, cada um contendo vários círculos feitos de cores ligeiramente diferentes das cores daqueles situados nas proximidades. Seguindo o mesmo padrão, alguns círculos estão agrupados no meio do cartão de forma a exibir um número que somente será visível pelas pessoas que possuirem visão normal.
Ao todo são exibidas 32 placas para identificação dos algarismos ocultos entre os círculos. O número de acertos pode variar conforme o grau e o tipo de daltonismo.